# Alexandria (Minnesota)
Alexandria és una població dels Estats Units a l'estat de Minnesota. Segons el cens del 2008 tenia 12.415 habitants.

## Demografia
Segons el cens del 2000, Alexandria tenia 8.820 habitants, 4.047 habitatges, i 2.011 famílies. La densitat de població era de 383,1 habitants per km².
Dels 4.047 habitatges en un 23,7% hi vivien nens de menys de 18 anys, en un 36,5% hi vivien parelles casades, en un 10,4% dones solteres, i en un 50,3% no eren unitats familiars. En el 41,1% dels habitatges hi vivien persones soles el 19,3% de les quals corresponia a persones de 65 anys o més que vivien soles. El nombre mitjà de persones vivint en cada habitatge era de 2,06 i el nombre mitjà de persones que vivien en cada família era de 2,81.
Per edats la població es repartia de la següent manera: un 20% tenia menys de 18 anys, un 15,7% entre 18 i 24, un 24% entre 25 i 44, un 16,7% de 45 a 60 i un 23,5% 65 anys o més.
L'edat mediana era de 37 anys. Per cada 100 dones de 18 o més anys hi havia 83,7 homes.
La renda mediana per habitatge era de 26.851 $ i la renda mediana per família de 38.245 $. Els homes tenien una renda mediana de 27.871 $ mentre que les dones 20.254 $. La renda per capita de la població era de 16.085 $. Entorn del 7,8% de les famílies i el 13,3% de la població estaven per davall del llindar de pobresa.

## Poblacions més properes
El següent diagrama mostra les poblacions més properes.